# München (navire météorologique)
Le WBS6 München est un navire météorologique allemand, capturé le 7 mai 1941 au large de l'Islande. La Royal Navy y récupère des informations sur le chiffrement de la Kriegsmarine au moyen de la machine Enigma. Le navire est rapporté coulé pour garder le secret de l'opération, puis est vendu en 1943 aux îles Féroé et devient le Froyen,.

## Contexte
Le cryptologue britannique Harry Hinsley, qui travaillait alors à Bletchley Park, réalisa à la fin d'avril 1941 que les navires météorologiques allemands étaient généralement des chalutiers isolés non protégés et utilisaient les mêmes livres de code Enigma que les navires de guerre de la Kriegsmarine. Bien que les navires météorologiques ne transmettaient pas les bulletins météorologiques avec Enigma, ils devaient encore avoir l'une de ces machines à bord pour décoder les signaux Enigma de l'Amirauté ou d'autres navires allemands. 
Hinsley s'est rendu compte que les livres de code seraient plus faciles à obtenir de ces chalutiers vulnérables et que le renseignement britannique pourraient ensuite déchiffrer des messages envoyés aux U-Boote et découvrir leur emplacement. Le problème principal était d'aborder l'un des navires météorologiques avant que l'équipage ait le temps de jeter leurs configuration actuelle d’Enigma à la mer. Hinsley estima aussi que les codes du mois suivant devraient être enfermés dans un coffre-fort à bord du navire et pourraient être oubliés si l'équipage était forcé d'abandonner précipitamment le navire. 
L'Amirauté envoya donc sept destroyers et croiseurs au nord-est de l'Islande au début du mois de mai 1941. La cible était le München, l'un des navires météorologiques opérant dans la région. Au cours du raid, le navire et les réglages Enigma pour juin 1941 furent capturés. En conséquence, les messages navals transmis au cours de ce mois purent commencer à être déchiffrés.